# Factum infectum fieri nequit
Factum infectum fieri nequit (anche nella forma Factum infectum fieri non potest) è un motto latino, derivato da un passo di Plauto, citato soprattutto nel linguaggio giuridico con il significato di «ciò che è stato fatto, non può essere considerato non fatto», «il fatto compiuto non può considerarsi come non avvenuto». Enuncia la regola secondo cui gli effetti prodotti da un atto amministrativo realizzatosi in modo anomalo non possono più essere eliminati. Ad esempio, l'annullamento di un atto illegittimo non può far considerare illegale l'operato degli agenti che ne abbiano condotto l'esecuzione.
Il principio viene inoltre richiamato a proposito della non sempre possibile retroattività degli effetti civili di una sentenza.
In generale, la massima afferma la realtà non negabile né modificabile degli eventi ormai verificatisi. In tal senso, è utilizzata anche nell'ambito storico e filosofico in relazione al tema dell'immutabilità e della necessità del passato.

## Stile
Come in molti aforismi e proverbi, l'impianto retorico è al servizio dell'efficacia comunicativa e della memorizzazione: si noti l'annominazione fàctum / infèctum / fìeri (con l'insistita iterazione della "effe", sempre in apertura di sillaba tonica), che è nel contempo anche figura etimologica, , ben riprodotta nella traduzione italiana vulgata «il fatto è quello, e non si può fare che non sia fatto».